# Episodi di Modern Family (seconda stagione)
La seconda stagione di Modern Family è stata trasmessa dal canale statunitense ABC dal 22 settembre 2010 al 25 maggio 2011, ottenendo un'audience media di 11.890.000 telespettatori e risultando la serie tv più vista nella fascia 18-49 anni.
In Italia la stagione è stata trasmessa dal 3 febbraio al 7 luglio 2011 sul canale satellitare Fox. In chiaro è stata trasmessa in prima visione su MTV dal 13 novembre al 18 dicembre 2012.

Immagine del cast dalla sigla della seconda stagione

| nº | Titolo originale           | Titolo italiano               | Prima TV USA      | Prima TV Italia  |
| -- | -------------------------- | ----------------------------- | ----------------- | ---------------- |
| 1  | The Old Wagon              | Auto vecchia, castello nuovo  | 22 settembre 2010 | 3 febbraio 2011  |
| 2  | The Kiss                   | Il bacio                      | 29 settembre 2010 | 10 febbraio 2011 |
| 3  | Earthquake                 | Terremoto                     | 6 ottobre 2010    | 17 febbraio 2011 |
| 4  | Strangers on a Treadmill   | Delitto per delitto           | 13 ottobre 2010   | 24 febbraio 2011 |
| 5  | Unplugged                  | Disconnessi                   | 20 ottobre 2010   | 3 marzo 2011     |
| 6  | Halloween                  | Dolcetto o scherzetto?        | 27 ottobre 2010   | 10 marzo 2011    |
| 7  | Chirp                      | Appuntamento al buio          | 3 novembre 2010   | 17 marzo 2011    |
| 8  | Manny Get Your Gun         | Il compleanno di Manny        | 17 novembre 2010  | 24 marzo 2011    |
| 9  | Mother Tucker              | Addio Dylan!                  | 24 novembre 2010  | 31 marzo 2011    |
| 10 | Dance Dance Revelation     | Ballo scolastico              | 8 dicembre 2010   | 7 aprile 2011    |
| 11 | Slow Down Your Neighbors   | Rischi di quartiere           | 5 gennaio 2011    | 14 aprile 2011   |
| 12 | Our Children, Ourselves    | Tali genitori, tali figli     | 12 gennaio 2011   | 21 aprile 2011   |
| 13 | Caught in the Act          | Sorpreesaaa!!!                | 19 gennaio 2011   | 28 aprile 2011   |
| 14 | Bixby's Back               | San Valentino con sorpresa    | 9 febbraio 2011   | 5 maggio 2011    |
| 15 | Princess Party             | La festa della principessa    | 16 febbraio 2011  | 12 maggio 2011   |
| 16 | Regrets Only               | Un'insalata... capricciosa!   | 23 febbraio 2011  | 19 maggio 2011   |
| 17 | Two Monkeys and a Panda    | Due scimmie e un panda        | 2 marzo 2011      | 26 maggio 2011   |
| 18 | Boys' Night                | Una serata tra ragazzi        | 23 marzo 2011     | 2 giugno 2011    |
| 19 | The Musical Man            | Musical di fine anno          | 13 aprile 2011    | 9 giugno 2011    |
| 20 | Someone to Watch Over Lily | Una scelta difficile          | 20 aprile 2011    | 16 giugno 2011   |
| 21 | Mother's Day               | La festa della mamma          | 4 maggio 2011     | 23 giugno 2011   |
| 22 | Good Cop Bad Dog           | Poliziotto buono cane cattivo | 11 maggio 2011    | 30 giugno 2011   |
| 23 | See You Next Fall          | Il giorno del diploma         | 18 maggio 2011    | 7 luglio 2011    |
| 24 | The One That Got Away      | Regali di compleanno          | 25 maggio 2011    | 7 luglio 2011    |

## Auto vecchia, castello nuovo
- Titolo originale: The Old Wagon
- Diretto da: Michael Spiller
- Scritto da: Bill Wrubel

### Trama
Claire chiede a Phil di vendere la loro vecchia auto station wagon che da anni è riposta inutilizzata nel garage. Phil la vorrebbe tenere, ma Claire, sfidando le sue capacità di venditore, lo convince a farlo. Prima di cederla ad un estraneo però, Phil organizza un ultimo piccolo viaggio con la macchina, alla quale sono legati tanti ricordi familiari. Il viaggio non andrà bene, e la stessa auto finisce col cadere in un dirupo, ma comunque la famiglia si sarà divertita e si avrà un altro ricordo legato alla vecchia station wagon. Intanto, Mitchell e Cameron decidono di costruire in giardino un piccolo castello da principessa per Lily; Mitchell ne è entusiasta ma Cameron è spaventato in quanto il suo compagno non è in grado di utilizzare attrezzi da lavoro in modo sicuro, perciò coinvolgerà anche Jay. Manny invita a casa una compagna di scuola per studiare, dalla quale è attratto. Gloria, molto legata al figlio, entra subito in contrasto con lei.
- Guest star: Callie Thompson (Kelly).

## Il bacio
- Titolo originale: The Kiss
- Diretto da: Scott Ellis
- Scritto da: Abraham Higginbotham

### Trama
Cam affronta con Mitchell il suo problema con le manifestazioni d'affetto in pubblico. Il compagno, infatti, evita quasi sempre di baciarlo in pubblico, cosa che provoca forte irritazione in Cam. Parlandone con il resto della famiglia, Gloria intuisce che la causa del disagio di Mitchell potrebbe essere la mancanza di affetto fisico da parte del padre. Phil, intanto, viene chiamato da Jay per avere aiuto nel collegare una stampante al pc, cosa che per una sfortunata coincidenza troverà più difficile del solito da effettuare. Nel frattempo Jay rimane coinvolto nelle usanze colombiane messe in atto da Gloria per ricordare la nonna, apparsale in sogno. Poiché Jay inizialmente si era preso gioco di lei e delle sue credenze, la moglie si vendicherà facendo fare cose degradanti che in realtà non appartengono a nessuna tradizione colombiana. Intanto Alex, attratta da un ragazzo, vive una situazione molto imbarazzante, a causa della sorella che la spinge a provare a baciarlo per evitare di sembrare lesbica.

## Terremoto
- Titolo originale: Earthquake
- Diretto da: Michael Spiller
- Scritto da: Paul Corrigan e Brad Walsh

### Trama
Un terremoto colpisce Los Angeles. Poiché la scossa si verifica subito dopo che Jay aveva dichiarato di non voler più andare in chiesa, Gloria pensa ad un segno divino. Jay, che preferisce trovare la propria connessione con Dio nella natura e non in una chiesa, dando molta poca importanza alle tradizioni religiose, inizialmente riesce a convincere anche Manny, che decide di passare la domenica mattina in compagnia del patrigno giocando a golf. Dopo una breve discussione sull'aldilà, tuttavia, Manny capisce che la superficialità del pensiero di Jay e decide di riprendere le proprie abitudini religiose insieme alla madre. Nel frattempo, Phil e Claire stavano ospitando l'intervento di un idraulico al momento della scossa. Claire rimane bloccata per qualche ora nel bagno con l'idraulico, mentre Phil, quando si accorge che una vetrina si è ribaltata, ne approfitta per fissarla al muro, come la moglie gli chiedeva da tempo, poi fingendo quindi che l'avesse già fatto. Mitchell e Cameron invece, provano ad usare il terremoto come scusa per non andare ad una festa a tema a cui erano stati invitati dal loro amico Pepper.
- Guest star: Nathan Lane (Pepper), Vic Polizos (idraulico).

## Delitto per delitto
- Titolo originale: Strangers on a Treadmill
- Diretto da: Scott Ellis
- Scritto da: Danny Zuker

### Trama
Phil è invitato a presenziare ad un raduno di immobiliaristi, in cui è previsto che faccia un discorso d'apertura. L'uomo quindi, ricalcando il suo essere, si prepara una serie di battute divertenti per intrattenere il pubblico, ma Claire ha totale sfiducia nei suoi confronti, sottostimando le sue capacità da comico. Non avendo il coraggio di dirgli che le sue battute non fanno ridere si mette d'accordo con il fratello: glielo dirà lui e lei in cambio dirà a Cam di non indossare un paio di pantaloncini da ciclista secondo Mitchell non adatti al compagno. Claire fa la sua parte, Mitchell invece no, intimorito dal pensiero di offendere i sentimenti di Phil. Claire comunque non desiste e pensando di evitare che il marito faccia una cattiva figura, gli sottrae i bigliettini in cui si era annotato le battute. Tuttavia ormai Phil le aveva memorizzate, e potrà intrattenere i colleghi immobiliaristi come pianificato, avendo anche un discreto successo, con sorpresa di Claire. Nel frattempo, Gloria cerca di convincere Jay a cercare di costruire un legame con i suoi dipendenti che vada oltre quello professionale; quindi lo forza a partecipare ad una quinceañera della figlia di un dipendente ispanico, anche se in realtà lo trascinerà alla festa sbagliata. Haley intanto prova a dare qualche consiglio alla sorella su come ottenere popolarità.

## Disconnessi
- Titolo originale: Unplugged
- Diretto da: Michael Spiller
- Scritto da: Steven Levitan

### Trama
Il cane del vicino di casa di Jay non fa che abbaiare continuamente, notte compresa, così Gloria decide di incontrarlo per chiedergli di prendere provvedimenti. L'uomo tuttavia, il cui cane non sarebbe neanche suo ma della moglie di cui si sta separando, non sembra interessato alla cosa, quindi Gloria decide di rapire il cane e portarlo presso una fattoria di suoi conoscenti. Poiché Haley, Alex e Luke hanno tra le mani tutto il giorno telefonini e computer, Claire decide di imporre alla famiglia una settimana lontana dalla tecnologia; Phil per rendere la cosa più interessante promette di comprare il bene più desiderato a chi riuscirà a non usare più a lungo un apparecchio tecnologico. Inaspettatamente, tuttavia, la vincitrice sarà Haley, che aveva chiesto un'automobile ma non vedrà esaudito il suo desiderio. Mitchell e Cameron, invece, iniziano una corsa contro il tempo per iscrivere Lily all'asilo.
- Guest star: Michael Rothhaar (Larry Paulson), Carla Renata (Nikki), Taylor Nichols (signor Plympton).

## Dolcetto o scherzetto?
- Titolo originale: Halloween
- Diretto da: Michael Spiller
- Scritto da: Jeffrey Richman

### Trama
Halloween è una festa molto amata da Phil e Claire, per quest'ultima la preferita dell'anno, anche perché è l'occasione in cui riunisce tutta la famiglia in casa sua dando lei le direttive. Quindi Claire dispone quale costume dovrà indossare ognuno e cosa dovrà fare quando un bambino busserà alla porta. Tuttavia, almeno inizialmente, le cose non sembrano funzionare e Claire rimarrà molto indispettita visto che tutti sono ancora distratti dai problemi che hanno avuto durante la giornata. Phil scopre che il suo vicino è stato lasciato dalla moglie e inizia a pensare se la stessa cosa potrebbe accadere anche a lui, Gloria si rende conto di avere molti problemi nella sua pronuncia inglese e finirà con il litigare con Jay, Cameron è ancora tormentato da un triste episodio accadutogli da piccolo durante la festa di Halloween e Mitchell era andato travestito da Spiderman al lavoro, pensando erroneamente che nel nuovo studio dove lavora ci fosse l'usanza di indossare maschere in quel giorno dell'anno. Comunque, alla fine, tutti daranno il meglio di loro stessi quando si rendono conto quanto Claire ci tenga.
- Guest star: Justin Kirk (Charlie Bingham), Matt Besser (Jarry), Amir Talai (Dale).

## Appuntamento al buio
- Titolo originale: Chirp
- Diretto da: Michael Spiller
- Scritto da: Dan O'Shannon

### Trama
Haley e Claire sono costrette a letto dall'influenza, occasione in cui la madre prova a far considerare alla figlia l'idea di frequentare altri ragazzi, completamente invano, visto che la figlia pensa la madre stia parlando di se stessa e non di lei. Phil rimane anch'egli a casa in quanto diversi clienti hanno cancellato l'appuntamento per vedere case in vendita; quindi, ne approfitta per far riposare la moglie e provvedere ad alcune faccende domestiche, mentre sente però la sua virilità messa alla prova quando non riesce a capire da dove arriva un segnale di batteria scarica emesso da un rilevatore di fumo. Manny si reca con la madre presso il luogo di lavoro del patrigno, dove un dipendente gli fa guidare un macchinario con cui finirà per sfondare una parete. Jay, mentre è impegnato a ricordare l'anniversario di che cosa dovrà festeggiare quella sera con la moglie, deciderà di licenziare il dipendente, con dispiacere di Manny. Cameron intanto prova a far effettuare a Lily uno spot commerciale, alle spalle di Mitchell, ma alla fine cambierà idea e non permetterà che la figlia diventi protagonista di una pubblicità che include stereotipi razzisti.
- Guest star: Reid Ewing (Dylan), Darren Dupree Washington (regista).

## Il compleanno di Manny
- Titolo originale: Manny Get Your Gun
- Diretto da: Michael Spiller
- Scritto da: Christopher Lloyd (soggetto); Danny Zuker (sceneggiatura)

### Trama
È il giorno del compleanno di Manny e tutta la famiglia sta per riunirsi ad un ristorante. Nella mezz'ora precedente tuttavia Manny si deprime perché ha l'impressione di non vivere la sua infanzia come dovrebbe un bambino della sua età, tuttavia arrivato al ristorante si rende conto che ha tutta la vita davanti per "fare il bambino". A ciò arriva osservando il comportamento degli adulti: Jay per insegnare a Gloria di essere più organizzata nasconde le sue chiavi, finendo col litigarci; Cameron si arrabbia con Mitchell perché quest'ultimo, per fargli una sorpresa, partecipa ad una flash mob senza dirgli nulla; Phil e Claire decidono di recarsi al ristorante con due auto separate, facendo a gara per chi arriva prima. In quest'ultimo caso Luke inizialmente capisce erroneamente che i genitori si vogliano separare, mentre Alex e Haley fanno piangere Phil dicendogli di essere troppo grandi per tornare nel campeggio per famiglie la prossima estate.
- Guest star: Norman Lloyd (Donald), Norma Michaels (Helen).

## Addio Dylan!
- Titolo originale: Mother Tucker
- Diretto da: Michael Spiller
- Scritto da: Paul Corrigan e Brad Walsh

### Trama
Haley inizia a prendere ripetizioni da un coetaneo, ma finisce presto più col flirtarci che col studiarci, quindi Claire le consiglia di lasciare Dylan, apprezzando il fatto che ora sia attratta da un ragazzo più serio e intelligente. Haley lascia Dylan con un sms e Phil, dispiaciuto per lui, decide di uscirci insieme per confortarlo. In seguito, vedendo l'ex ragazzo ad un appuntamento con un'altra persona, non sapendo che quest'ultima sia il padre e non un'altra ragazza, Haley si ingelosisce e decide di tornare insieme a lui, ma Dylan, dopo la chiacchierata fatta con Phil, decide di prendersi del tempo per se stesso. Intanto, Cameron riceve la visita di sua madre, Barb, con cui ha un rapporto molto intimo. Mitchell soffrirà però la sua presenza in quanto Barb ha la strana abitudine di lasciarsi andare a contatti fisici inappropriati. Nel frattempo Jay viene colpito da un'appendicite.
- Guest star: Celia Weston (Barb Tucker), Reid Ewing (Dylan).

## Ballo scolastico
- Titolo originale: Dance Dance Revelation
- Diretto da: Gail Mancuso
- Scritto da: Ilana Wernick

### Trama

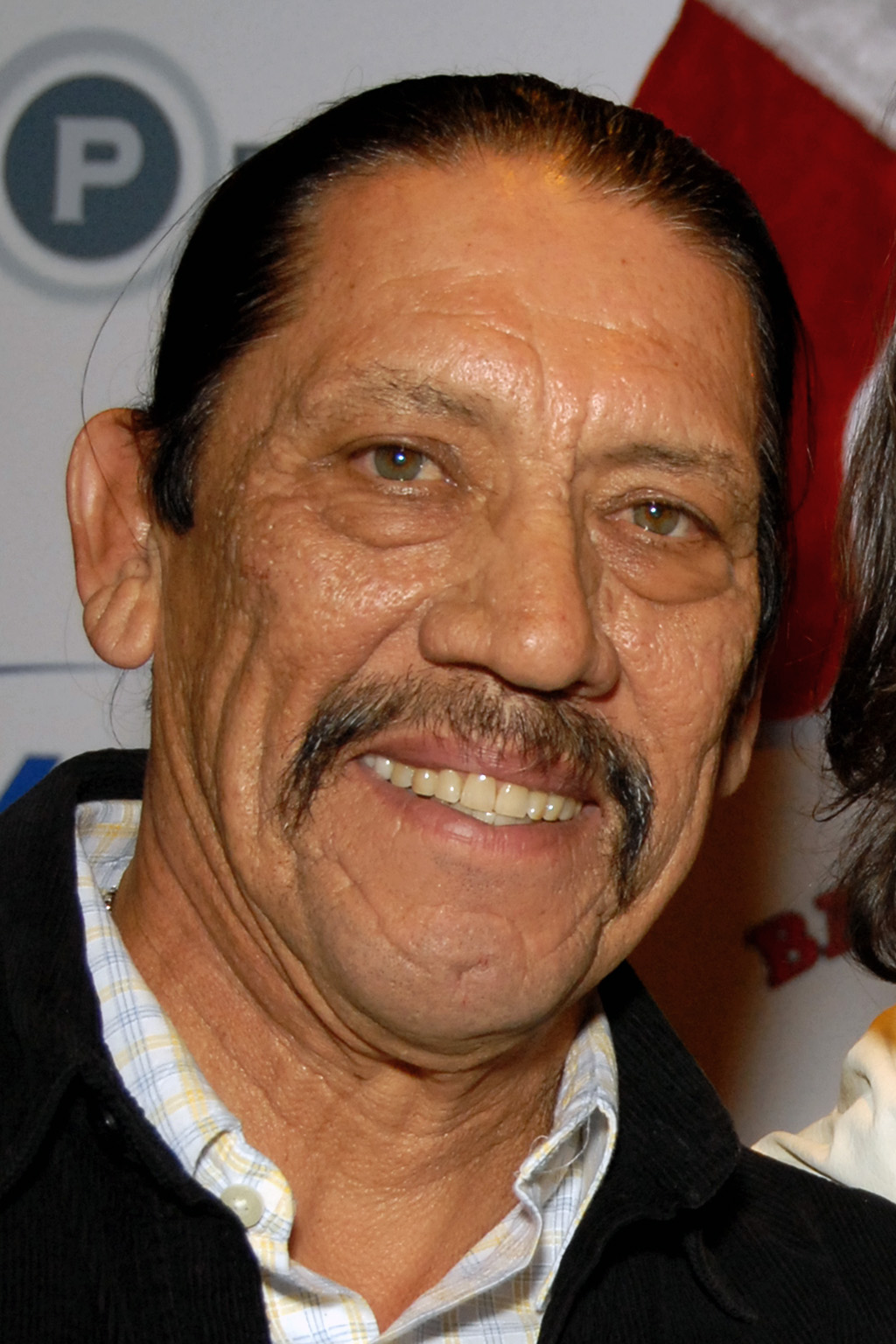
Danny Trejo interpreta Gus

Luke e Manny si stanno preparando per il ballo che si sta per tenere presso la loro scuola, la cui organizzazione è guidata da Claire. Phil e Jay li accompagnano insieme al centro commerciale a comprare il necessario per il proprio abbigliamento e Jay non perde occasione per provocare Phil sul suo essere uomo e nei suoi metodi per confrontarsi con il prossimo. Phil se ne risente anche se non risponde alle provocazioni, reprimendo la sua sofferenza per poi riversarla su un impiegato del centro commerciale, Longines. Jay, comprendendo di avere un po' esagerato nel criticarlo, si scusa e cerca di spiegargli che non si tratta di una cosa personale e che in fondo apprezza alcuni aspetti del suo carattere. Intanto, Gloria decide di aiutare Claire nell'organizzare la festa e le due entreranno subito in un'ardua competizione. Nel frattempo, Mitchell e Cameron sono chiamati a gestire una nuova cattiva abitudine presa da Lily: quella di mordere le persone.
- Guest star: Danny Trejo (Gus), Mo Mandel (uomo che prende il posto auto di Phil), Artemis Pebdani (Bethenny), Julie Dretzin (madre di Tyler), Kevin Daniels (Longines).

## Rischi di quartiere
- Titolo originale: Slow Down Your Neighbors
- Diretto da: Gail Mancuso
- Scritto da: Ilana Wernick

### Trama

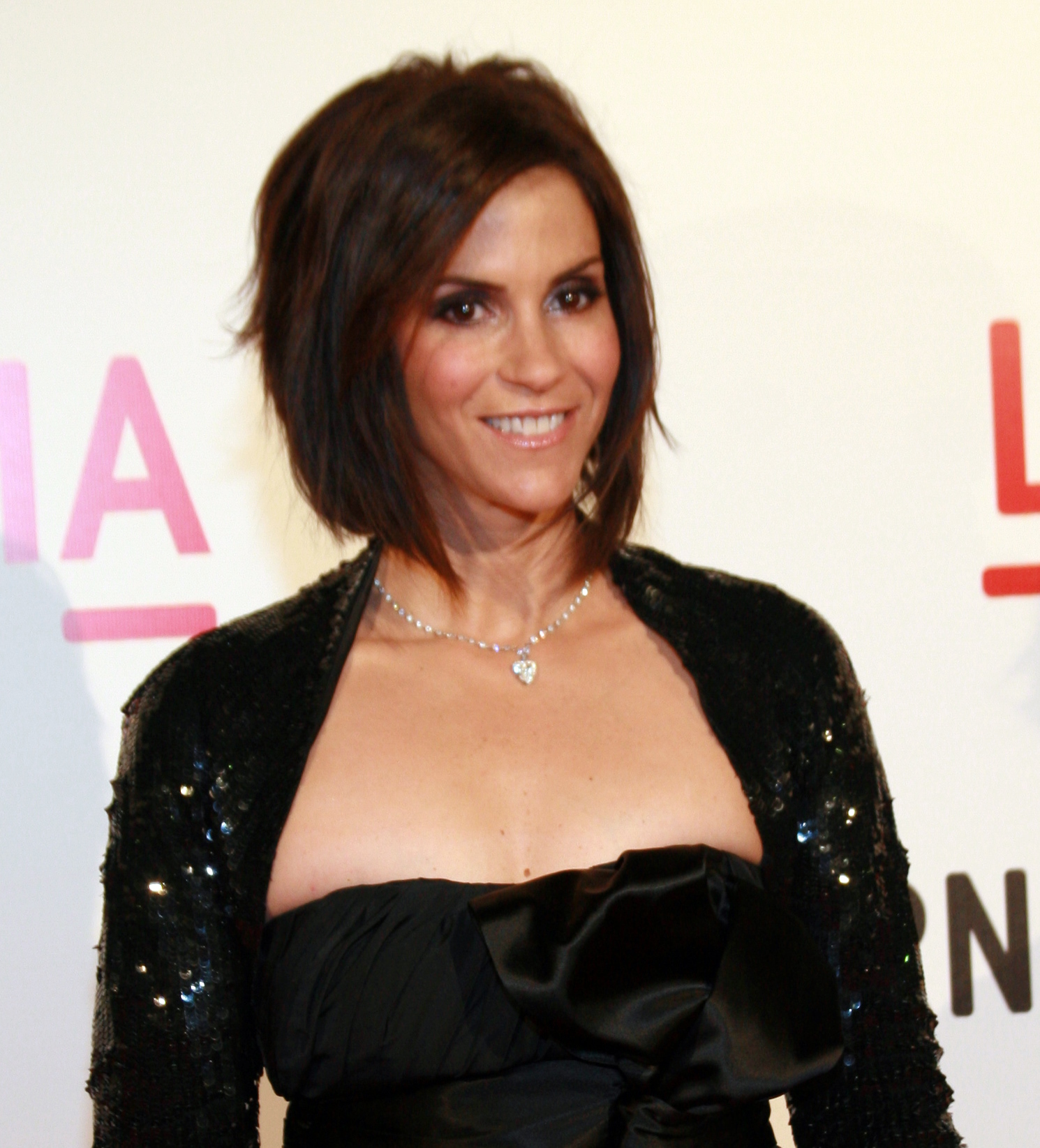
Jami Gertz interpreta Laura

Nel quartiere di Phil e Claire un residente ha l'abitudine di guidare ad alta velocità con la sua auto sportiva. Claire, preoccupata per la sicurezza dei bambini e degli altri pedoni decide di intraprendere una battaglia personale con il misterioso autista, che si rivelerà presto come la nuova cliente di Phil, Laura, che ha intenzione di vendere in tempi brevi la sua abitazione. Phil prova a tenere la sua identità nascosta alla moglie ma alla fine Claire finirà per farsi dare un passaggio proprio da lei davanti agli occhi dell'impotente marito. Intanto, Mitchell e Cameron notano uno sconosciuto nella propria piscina, questi gli spiegherà di essere il nuovo inquilino dell'appartamento del piano superiore, ma in realtà si rivelerà un senzatetto che aveva iniziato a vivere nel castello di Lily. Jay prova ad insegnare ad andare in bicicletta a Manny e alla moglie, mentre il figlio apprenderà presto, Gloria ha più difficoltà, che riuscirà superare inaspettatamente grazie all'aiuto di Luke.
- Guest star: James Marsden (Barry), Jami Gertz (Laura).

## Tali genitori, tali figli
- Titolo originale: Our Children, Ourselves
- Diretto da: Adam Shankman
- Scritto da: Dan O'Shannon e Bill Wrubel

### Trama
Phil e Claire sono preoccupati dall'eccessiva pressione a cui Alex si sottopone nello studio, quindi cercano di distrarla un po'. In seguito, andando al cinema a vedere un B-movie horror in 3D, incontrano i genitori di un compagno di Alex, Sanjay Patel, che compete con lei per il ruolo di migliore della classe. Quando scoprono che genitori di Sanjay sono andati a vedere un film di maggiore qualità, acclamato dalla critica, fingono di essere andati a vedere la stessa cosa, ma Phil cambierà sala poco dopo l'inizio del film, mentre Claire si addormenterà durante la visione. Intanto, Jay e Gloria ricevono la visita di una coppia conosciuta durante una delle vacanze effettuate l'anno precedente. Jay non gradisce la loro presenza e inizialmente non si comporta gentilmente nei loro confronti, quindi Gloria, per giustificarlo, fa credere agli ospiti che il marito soffre di problemi psichici. Cameron e Mitchell incontrano casualmente l'unica ragazza con cui Mitchell aveva avuto rapporti sessuali da giovane, Tracy. Quando la vedono con quello che sembra un ragazzino, Mitchell inizia a interrogarsi se sia lui il padre, ma in realtà si rivelerà il marito di Tracy affetto da nanismo.
- Guest star: Mary Lynn Rajskub (Tracy), Stephnie Weir (signora Hoffman), Adam Kulbersh (signor Hoffman), Mark Povinelli (Bobby), Ajay Mehta (Vish Patel), Anjali Bhimani (Nina Patel).

## Sorpreesaaa!!!
- Titolo originale: Caught in the Act
- Diretto da: Michael Spiller
- Scritto da: Steven Levitan e Jeffrey Richman

### Trama

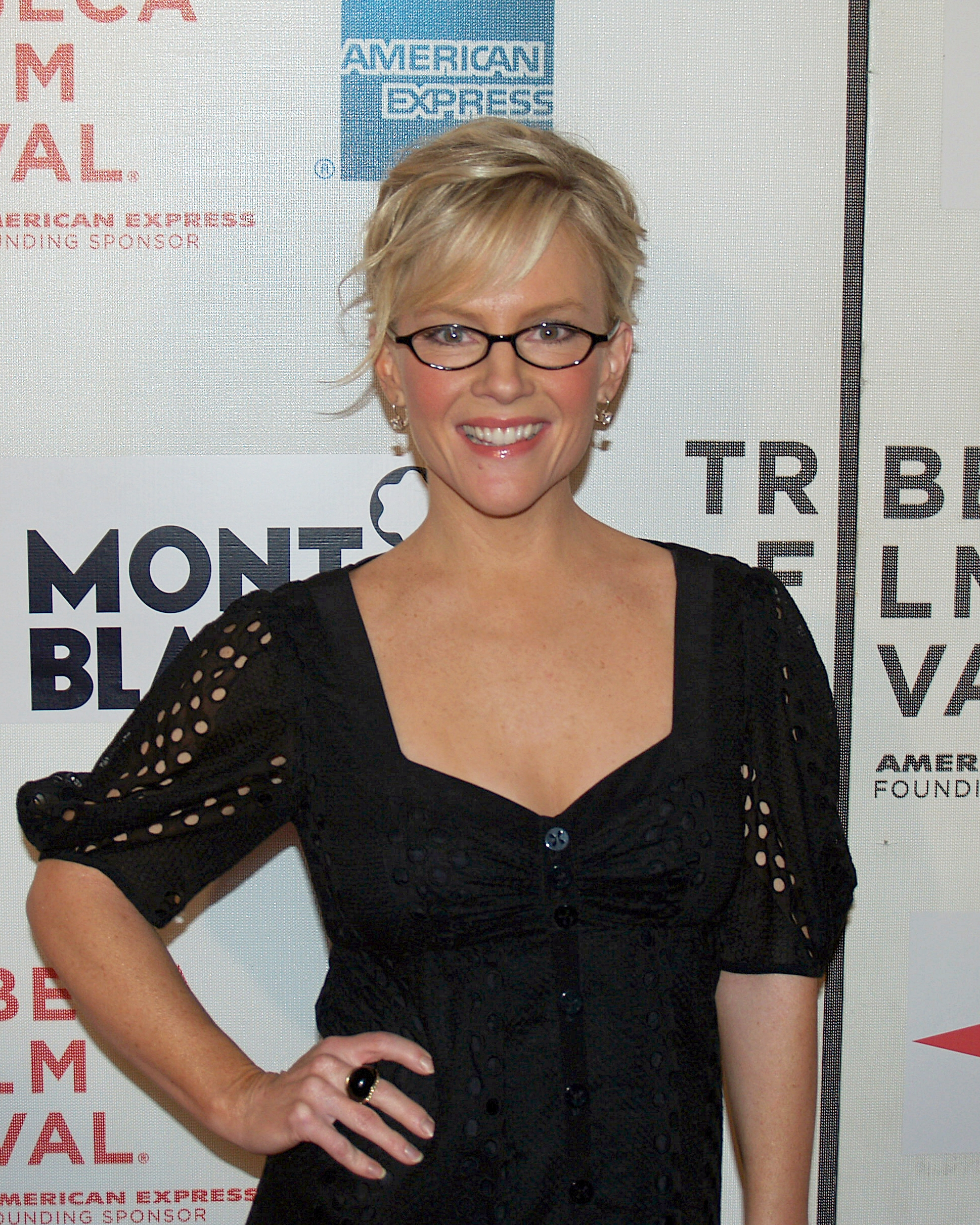
Rachael Harris interpreta Amelia

Il giorno dell'anniversario dei loro genitori, Alex, Luke e Haley decidono di preparare la colazione e portarla in camera dei genitori per fare loro una sorpresa. Tuttavia, quando aprono la porta, li vedono mentre stanno avendo un rapporto sessuale. Sia i figli che i genitori entrano quindi nel panico e si interrogano sul come gestire al meglio la situazione. Nel frattempo, Gloria e Jay stanno per partire per un viaggio fuori città, quindi la prima deve mandare una mail a Claire per dirle di non poter partecipare ad un'attività che dovevano fare insieme. Non sapendo cosa scrivere in quanto vuole tenerle nascosto il motivo per cui dovrà saltare l'appuntamento, Jay si offre di aiutarla, ma finirà per farle mandare una lettera offensiva. Quindi, Gloria costringerà il marito ad accompagnarla da Claire per farle cancellare la mail prima di leggerla, dicendole che aveva inviato per errore delle foto di lei nuda. Mitchell e Cameron provano a sfruttare la conoscenza con la madre di una delle compagne d'asilo di Lily, Amelia, per ottenere un posto in ristorante esclusivo, ma quando sono ospiti nella sua casa, le cose prendono una brutta piega.
- Guest star: Rachael Harris (Amelia).

## San Valentino con sorpresa
- Titolo originale: Bixby's Back
- Diretto da: Chris Koch
- Scritto da: Danny Zuker

### Trama
Dopo che l'anno precedente Phil e Claire si erano ritrovati in una situazione imbarazzante mentre tentavano di festeggiare San Valentino, quest'anno optano per una più tradizionale cena per poi ritornare a casa. Al ristorante però, quando Claire si accorge di essere circondata da anziani, chiede al marito di riprendere gli alias usati l'anno precedente, Clive e Juliana, e trasferirsi in hotel. Qui però Phil finisce per entrare e mettersi nudo sul letto nella camera sbagliata, in cui non troverà la moglie ma un'anziana donna. Mitchell e Cameron festeggiano cenando ad un esclusivo ristorante, ma i due sono distratti dall'assistente di Mitchell, che sembrerebbe avere una cotta per uno dei due. Nel frattempo, Jay prepara una cena a sorpresa per Gloria nella loro casa, dopo averle fatto credere di aver dimenticato di prenotare ad un ristorante. Tuttavia la moglie si era accorta di tutto e coglie l'occasione di fare lei una sorpresa al marito. Dylan, dopo un'esibizione romantica davanti alla sua abitazione, ritorna insieme ad Haley.
- Guest star: Reid Ewing (Dylan), Jeremy Rowley (Broderick), James Greene (anziano al ristorante).

## La festa della principessa
- Titolo originale: Princess Party
- Diretto da: Michael Spiller
- Scritto da: Elaine Ko

### Trama

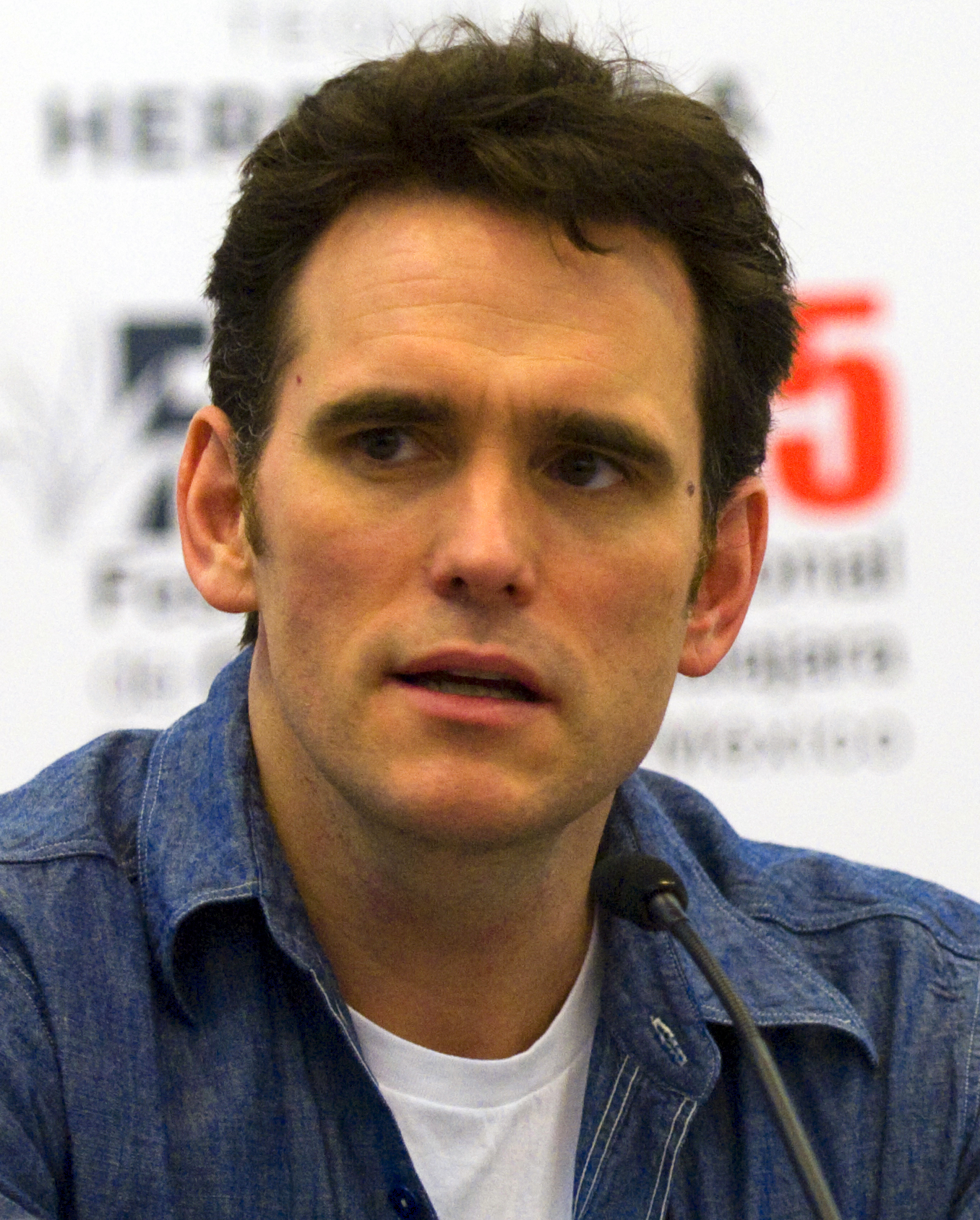
Matt Dillon interpreta Robbie Sullivan

Claire è molto nervosa in quanto riceve la visita della madre Dede, che riesce ad irritarla anche più di quanto pensasse quando si presenta insieme ad un ex ragazzo della figlia, Robbie, al quale non aveva detto che Claire si fosse sposata e avesse dei figli. Inoltre la tensione aumenterà quando Phil e Claire vedranno Dede e Robbie baciarsi. Mitchell e Cameron intanto stanno preparando la festa di compleanno di Lily. Cam vorrebbe reindossare i panni del clown Fizbo, ma Mitchell non vuole correre il rischio di vedere il compagno rubare la scena alla figlia. Tuttavia, quando alla festa Dede si presenta con Robbie dando inizio all'ennesimo litigio familiare, Mitchell consente a Cam di resuscitare Fizbo per alleggerire la tensione. Jay, intanto, sapendo che l'ex moglie sarebbe stata presente alla festa, aveva fatto provare a Gloria il suo primo Xanax.
- Guest star: Matt Dillon (Robbie Sullivan), Shelley Long (Dede Pritchett), Kate Reinders (principessa).

## Un'insalata... capricciosa!
- Titolo originale: Regrets Only
- Diretto da: Dean Parisot
- Scritto da: Abraham Higginbotham

### Trama
Phil e Claire si risvegliano dopo una violenta lite che li aveva portati a dormire separati, anche se Phil non ha idea del motivo per cui la moglie si sia tanto arrabbiata. Per tutto il giorno tenta di scoprirlo, ma lo comprenderà solo quando finiranno per litigare di nuovo: secondo Claire il marito non segue mai i suoi suggerimenti, preferendo persino quelli degli estranei ai suoi. Nel frattempo Phil si fa tagliare i capelli da Gloria, mentre Jay accompagna Claire al centro commerciale, felice di passare un po' di tempo lontano dalla moglie, che da qualche giorno, dopo che le ha regalato un apparecchio per il karaoke, ha iniziato a cantare per lungo tempo in modo stonato e fastidioso. Tuttavia Jay al centro commerciale dovrà assistere alla figlia mettersi inconsapevolmente in imbarazzo mentre si fa fare dei massaggi. Mitchell e Cameron stanno per ospitare una raccolta fondi, ma Mitchell si accorge di aver dimenticato di spedire gli inviti nelle settimane precedenti, quindi prova a reclutare nuovi invitati all'ultimo minuto per evitare di far fare al compagno una brutta figura.
- Guest star: Jeremy Scott Johnson (Andrew).

## Due scimmie e un panda
- Titolo originale: Two Monkeys and a Panda
- Diretto da: Beth McCarthy-Miller
- Scritto da: Carol Leifer

### Trama
Phil scopre di avere dei buoni omaggio per delle cure di bellezza che scadono il giorno seguente. Dopo aver proposto alla moglie, che rifiuta, di usarli insieme, si regalerà un po' di tempo per se stesso presso un centro estetico. Nel frattempo, Claire cerca di evitare che le figlie abbiano una grossa lite quando Alex strappa la maglia preferita di Haley che aveva preso in prestito. Claire ne comprerà un'altra uguale per evitare che la sorella maggiore lo venga a sapere, ma anche la nuova finirà rovinata. Jay compra due posti per lui e Gloria al cimitero, in una cappella, ma la moglie sarà fortemente contraria sia a preoccuparsi sin d'ora di tale necessità sia della posizione proposta per i loro corpi. Inoltre la questione porterà Jay a interrogarsi sull'eventualità che Gloria si risposi dopo la sua morte. Cameron litiga con il compagno dopo aver scoperto che nei documenti di adozione di Lily Mitchell ha commesso volontariamente l'errore di mettere solo il suo cognome alla bambina piuttosto che quelli di entrambi i genitori perché temeva che Cam ritornasse sui suoi passi e li abbandonasse.
- Guest star: Jonathan McMurtry (Ed), Mary Anne McGarry (Winnie), Tangie Ambrose (Noranne), Christine Sussin (Laurie).

## Una serata tra ragazzi
- Titolo originale: Boys' Night
- Diretto da: Chris Koch
- Scritto da: Steven Levitan e Jeffrey Richman

### Trama

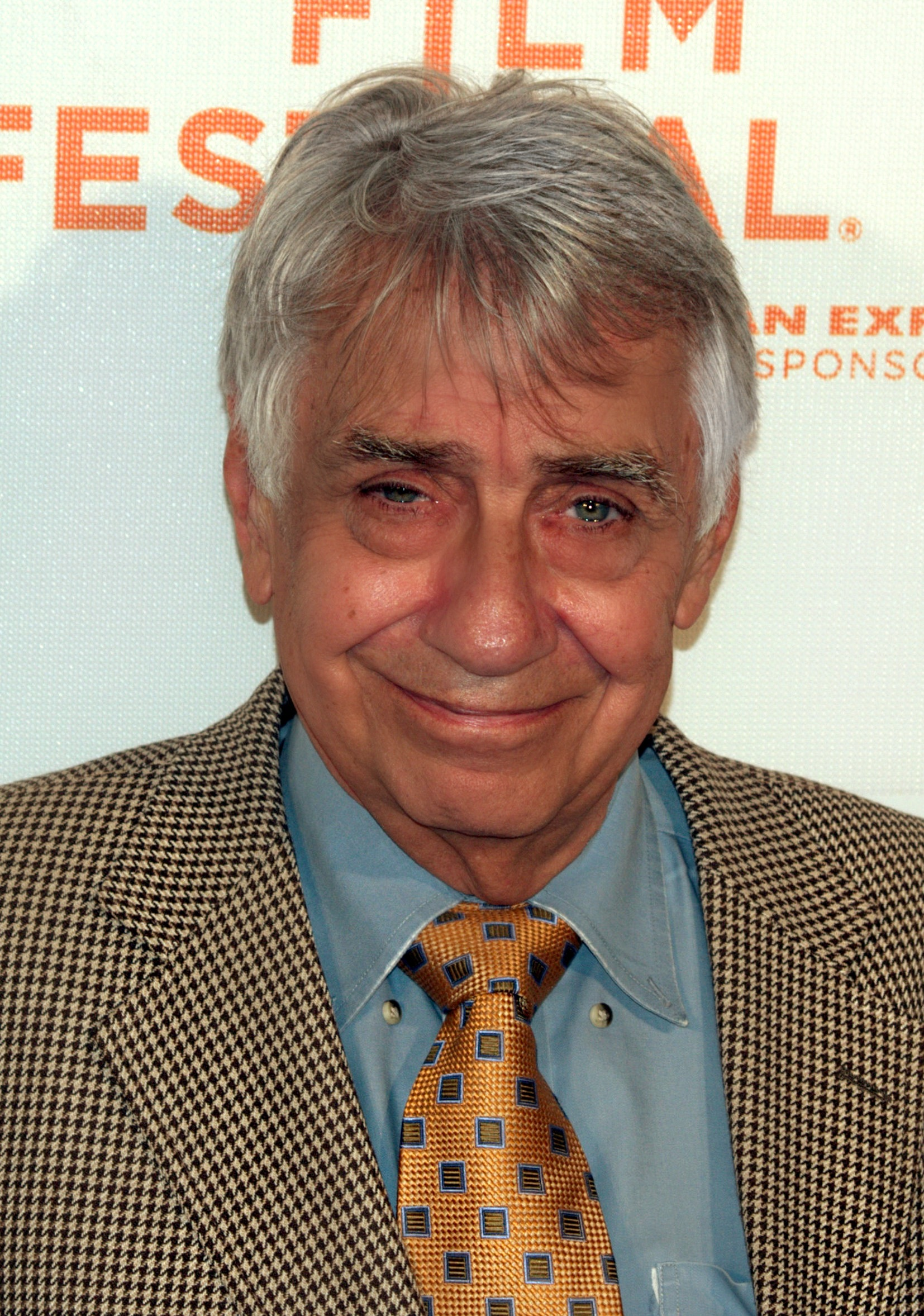
Philip Baker Hall interpreta Walt Kleezak

Jay e Gloria provano ad abituare Manny ad aprirsi alle novità e non aver paura di provare nuove cose, ma quando viene il turno di Jay di dare l'esempio, quest'ultimo rifiuta di accompagnare moglie e figlio ad ascoltare un concerto di musica classica con pezzi composti da Vivaldi. Tale rifiuto lo porta a trascorrere la serata in un bar, in cui si unirà a Mitchell e Cameron e al resto dei loro amici omosessuali. I due infatti hanno deciso di prendersi una serata libera lasciando Lily in compagnia di Haley, a cui, nonostante Cam non abbia fiducia nei suoi confronti, viene data l'occasione di fare da babysitter. Luke intanto diventa amico del loro anziano vicino Walt Kleezak, da cui era andato a recuperare una palla da baseball caduta nel suo giardino. Phil e Claire sono però preoccupati dalla cosa, anche perché sono molto intimoriti dall'uomo; tuttavia, dopo averlo conosciuto, consentiranno al figlio di passare del tempo insieme a lui.
- Guest star: Nathan Lane (Pepper), Philip Baker Hall (Walt Kleezak), Reid Ewing (Dylan), Kevin Daniels (Longines), Craig Zimmerman (Crispin).

## Musical di fine anno
- Titolo originale: The Musical Man
- Diretto da: Michael Spiller
- Scritto da: Paul Corrigan e Brad Walsh

### Trama
Phil fa stampare sull'auto della moglie un avviso pubblicitario che ritrae tutta la sua famiglia, accompagnato da un messaggio che finirà per risultare ambiguo. In molti infatti, scambieranno la pubblicità per quella di un servizio erotico. Jay riceve la visita del fratello Donnie; i due sono ancora molto legati e amano farsi scherzi a vicenda, tuttavia, quando il fratello gli rivela di aver dovuto affrontare cure contro un tumore che gli era stato diagnosticato, non sa come comportarsi e il suo atteggiamento nei suoi confronti cambia. Superato lo shock per la notizia, Jay e Donnie ritroveranno però lo stesso livello di intimità che avevano in precedenza. Cameron, intanto, è impegnato nell'organizzare una recita scolastica di fine anno in cui sono coinvolti anche Luke e Manny.
- Guest star: Jonathan Banks (Donnie Pritchett).

## Una scelta difficile
- Titolo originale: Someone to Watch Over Lily
- Diretto da: Michael Spiller
- Scritto da: Bill Wrubel

### Trama
Mitchell e Cameron decidono di indicare nel proprio testamento a chi vorrebbero venisse affidata la figlia in caso dovesse succedere loro qualcosa di grave. Dopo aver osservato Phil e Claire alle prese con molti problemi domestici, decidono di considerare Jay e Gloria. Cam non sembra molto convinto, tuttavia alla fine si convincerà che i due rappresentino la scelta più saggia. Jay intanto cerca di aumentare l'autostima e la confidenza in se stesso di Manny, che vorrebbe rifiutare di andare in campeggio con gli amici. Haley, in compagnia di un'amica, cerca di vendicarsi su un'altra ragazza entrando di nascosto nell'edificio scolastico durante l'orario di chiusura, per farle trovare una cattiva sorpresa nel suo armadietto. Nel gesto coinvolge anche Alex, ma finiranno tutti per farsi beccare dalla sicurezza. Nel frattempo Claire, senza dire niente al marito, accompagna Luke da uno psicologo, preoccupata da alcuni aspetti del suo carattere. Phil tuttavia lo scopre per tempo e, deluso dalla moglie, si presenterà anche lui alla visita. Il medico, dopo aver parlato con Luke, confermerà che non soffre di alcun tipo di problema che necessiti cure; inoltre, quando Phil e Claire lo dimenticano entrambi per strada, dimostrerà ai genitori di essere intelligente abbastanza da trovare un modo per raggiungere casa da solo.
- Guest star: Alice Dodd (dott.ssa Klausner), Rachael Marie (Gabby).

## La festa della mamma
- Titolo originale: Mother's Day
- Diretto da: Michael Spiller
- Scritto da: Dan O'Shannon e Ilana Wernick

### Trama
In occasione della festa della mamma Claire e Gloria decidono di fare una breve escursione in montagna con i bambini, che però non sono entusiasti dell'avventura. Nel frattempo Phil e Jay, usando una vecchia ricetta della madre di quest'ultimo, preparano il pranzo insieme. Sia cucinando che più tardi a pranzo, Jay si commuoverà pensando alla madre, mostrandosi per la prima volta vulnerabile agli occhi di Phil e del resto della famiglia. Per Cameron tale giorno si trasforma invece in sofferenza, visto che amici e conoscenti lo identificano come "mamma", cosa che, almeno inizialmente, lo irrita.
- Guest star: Todd Weeks (Rick), Jean Villepique (Jen).

## Poliziotto buono cane cattivo
- Titolo originale: Good Cop Bad Dog
- Diretto da: Fred Savage
- Scritto da: Abraham Higginbotham (soggetto); Abraham Higginbotham e Jeffrey Richman (sceneggiatura)

### Trama
Mitchell e Cameron hanno in programma di andare ad un concerto di Lady Gaga, ma il secondo è bloccato a letto dall'influenza. Cam preferirebbe che il compagno rimanesse a casa ad accudirlo, ma alla fine Mitchell decide di andare comunque all'evento musicale. Claire intanto convince il marito a scambiarsi i ruoli di genitore buono/genitore cattivo almeno per un giorno; Phil costringe quindi Alex e Haley a rimanere a casa a pulire il bagno, mentre Claire porta Manny e Luke a guidare dei go kart, esagerando nel tentativo di farli divertire. Gloria, intanto, porta a casa uno sconosciuto, Guillermo, per fargli dare consigli per gli affari da Jay, secondo cui la moglie spesso esagera nel tentativo di aiutare il prossimo. Guillermo finirà con il lasciare da loro il suo cane, Stella; anche se Jay inizialmente non lo vuole tenere, alla fine ci si affezionerà.
- Guest star: Lin-Manuel Miranda (Guillermo).

## Il giorno del diploma
- Titolo originale: See You Next Fall
- Diretto da: Steven Levitan
- Scritto da: Danny Zuker

### Trama
È il giorno in cui Alex consegue il suo diploma. Nelle ore precedenti la cerimonia di consegna, è impegnata a revisionare il discorso che ha intenzione di tenere, che prevede che sia dura verso gran parte dei suoi compagni. Quando Haley se ne accorge, la convincerà ad ammorbidirsi e le farà fare un breve discorso che la renderà, almeno per un po' di tempo, più popolare di quando fosse prima. Intanto Cameron è infastidito da come Mitchell trovi divertente un breve incidente che lo vede cadere nella piscina da giardino preparata per Lily, mentre Jay porta i segni sul viso di un'operazione per l'iniezione di botulino. Phil, che l'indomani ha in programma di andare a Las Vegas con gli amici, cerca di far esplodere la reazione emotiva di Claire al conseguimento del diploma della figlia il prima possibile; Claire infatti ha l'abitudine di farsi prendere dalla malinconia in occasione dei traguardi raggiunti dai figli, che le ricordano il veloce passare del tempo.
- Guest star: Gina St. John (preside Kaizler).

## Regali di compleanno
- Titolo originale: The One That Got Away
- Diretto da: Jim Bagdonas
- Scritto da: Paul Corrigan, Brad Walsh e Dan O'Shannon

### Trama
È il giorno del compleanno di Jay. Lui vorrebbe trascorrere la giornata rilassandosi andando a pescare, tuttavia i familiari lo costringono a passare la giornata in modo diverso, finendo per dover andare a comprare anche la torta per festeggiare, che poi andrà anche rovinata, e per andare a recuperare i figli Mitchell e Claire che rimangono bloccati nel cortile di un'abitazione. I due erano andati sul posto per ricreare la scena di una foto fatta nello stesso luogo quando erano bambini, per poi donarla al padre, ma vengono interrotti da un cane da guardia di grossa taglia. Nell'occasione bevono anche una bottiglia di vino che invece avrebbero dovuto aprire quella sera da Jay. Alex, Haley e Luke decidono di regalare al nonno un video che stanno preparando da mesi, ma in realtà alla fine non riescono a mettere insieme più di pochi secondi. Anche il regalo di Gloria non si rivelerà azzeccato, ma alla fine Jay riesce ad ottenere un po' di quello che desiderava fare fin dall'inizio, rilassarsi con la canna da pesca, grazie ad una trovata di Manny. Nel frattempo, Phil aveva avuto occasione di incontrare la sua vecchia nemesi ai tempi del college, Glen Whipple, a cui, per fargli invidiare qualcosa di lui, decide di fargli credere che Gloria sia sua moglie. Mitchell e Cameron, invece, inizieranno a considerare l'idea di adottare un altro bambino.
- Guest star: Rob Huebel (Glen Whipple).